# World Cube Association
(worldcubeassociation.org)
La World Cube Association (di solito abbreviato in WCA) è una associazione che organizza e disciplina le gare di speedcubing in tutto il mondo. È stata fondata da Ron Van Bruchem e Tyson Mao. 
L'obiettivo di questa associazione è di organizzare eventi in tutto il mondo per avvicinare un numero sempre maggiore di persone allo speedcubing.
Gli attuali leader dell'associazione sono:
| Membro                        | Paese       |
| ----------------------------- | ----------- |
| Ron van Bruchem (cofondatore) | Paesi Bassi |
| Tyson Mao (cofondatore)       | Stati Uniti |
| Masayuki Akimoto              | Giappone    |

Il quarto leader, il francese Gilles Roux, ha abbandonato la sua carica il 1º novembre 2008.

## Eventi ufficiali
Ad oggi la WCA riconosce 17 eventi ufficiali.
I 6 Main Events sono:
- Cubo 3×3×31
- Cubo 4×4×41
- Cubo 5×5×51
- Cubo 2×2×21
- Cubo 3×3×3 da bendati2
- Cubo 3×3×3 con una mano1

Gli 11 Side Events sono:
- Cubo 3×3×3 nel minor numero di mosse3
- Megaminx1
- Pyraminx1
- Skewb
- Square-11
- Rubik's Clock1
- Cubo 6×6×62
- Cubo 7×7×72
- Cubo 4×4×4 da bendati3
- Cubo 5×5×5 da bendati3
- Multipli Cubi 3×3×3 da bendati4

1 - Per determinare il vincitore in questi eventi, si calcola una media di 5 tentativi, escludendo il tempo migliore e il tempo peggiore, quindi calcolandola sui 3 tempi intermedi. Con due DNF (Did Not Finish, puzzle non concluso allo stop del cronometro) la media viene annullata. Con un DNF, invece, la media è valida e il DNF viene considerato come tempo peggiore, quindi scartato.

2 - Per determinare il vincitore in questi eventi, si calcola una media di 3 tentativi, Con uno DNF (Did Not Finish, puzzle non concluso allo stop del cronometro) la media viene annullata.

3 - Per determinare il vincitore in questi eventi, si considera il tempo migliore dopo 1 o 2 tentativi (quest'ultima scelta sta all'organizzazione dei singoli tornei).

4 - Nel Multi Blind non si ha un numero di tentativi visto che il numero di cubi da risolvere bendati può variare. Il concorrente prima di iniziare comunica al giudice il numero di cubi che intende risolvere da bendato. Una volta dichiarato il concorrente ha un tempo limite in base al numero di cubi prestabiliti (per ogni cubo si ha 10 minuti di tempo). Il concorrente deve prima esaminare i cubi per poi risolverli con una benda (come nel semplice BF). Se il concorrente arriva allo scadere del tempo vengono conteggiati solo i cubi risolti fino a quel momento. Il numero minimo di cubi in questa specialità è di 2 e non c'è un limite massimo.

Le specialità da risolvere con una mano vengono chiamate OH (One Handed), quelle nel minor numero di mosse FM (Fewest Moves) e quelle da bendato BF (BlindFolded). Nel caso di multipli cubi da bendato si parla di Multi Blind.
Nella maggior parte degli eventi non sono presenti tutte le 19 specialità. Di solito sono presenti tutti gli eventi solo nei tornei di grande importanza come i campionati continentali o mondiali.
Dal 1º gennaio 2013, Rubik's Magic e Rubik's Master Magic non sono più eventi ufficiali WCA. Le cause della rimozione sono la scarsa complessità del puzzle e i conseguenti tempi molto bassi. Non è ancora previsto se saranno aggiunti nuovi eventi.
Dal 1º gennaio 2020, il cubo 3x3x3 con i piedi non è più un evento ufficiale. Le motivazioni sono per motivi di igiene e anche per la scarsa partecipazione degli “speedcubers”.

## Eventi non ufficiali
In alcune competizioni vengono proposte delle specialità non sono ufficializzati dalla WCA, che non stila le classifiche di questi eventi. Nonostante ciò, il sito speedcubing.com si occupa di raccogliere e catalogare i risultati di queste specialità in tutti i tornei.
Gli eventi non ufficiali finora disputatisi sono 19:
- Rainbow Cube
- Cubo siamese
- Rubik's Snake
- Mirror Blocks
- Rubik's 360
- Cubo 3×3×3 senza preispezione
- 3 Cubi 3×3×3 di seguito
- Cubo 3×3×3 Speed Blind
- Cubo 3×3×3 risolto in una posizione determinata ma diversa da quella iniziale
- Cubo 2×2×2 con una mano
- Rubik's Magic con una mano
- Cubo 2×2×2 da bendati
- Square-1 da bendati
- Mirror Blocks da bendati
- Cubi 2×2×2, 3×3×3, 4×4×4 in sequenza
- Magic Chess
- Magic Balls
- Magic Create Cube

## Storia delle competizioni di speedcubing
Il primo torneo ufficiale di speedcubing si è tenuto a Budapest in Ungheria, paese dell'inventore Ernő Rubik, che ha visto sfidarsi 19 speedcubers da altrettanti paesi. Il vincitore è stato Minh Thai con un tempo di 22"95. Al tempo il metodo più usato era il corners first e la concorrente Jessica Fridrich era l'unica a usare un metodo di risoluzione differente, il metodo Fridrich, che oggi è il più usato dagli speedcubers di tutto il mondo. Per vedere un altro evento di speedcubing, si è dovuto aspettare fino il 23 agosto 2003, giorno della seconda edizione dei campionati mondiali. Da allora l'organizzazione di competizioni aumentò velocemente: 2 furono le competizioni nel 2003 (campionati mondiali e olandesi), 12 nel 2004, 23 nel 2005, fino ai 169 del 2009 (di cui 4 in Italia). Ad oggi sono state organizzate più di 400 competizioni. La competizione che ha visto affrontarsi il maggior numero di contendenti è stata il World Rubik's Cube Championship 2009 in cui si sono sfidate 349 persone, di cui 22 ritirate successivamente.